# Moriles
Moriles ist eine Gemeinde mit 3.643 Einwohnern (Stand: 2024) in der Provinz Córdoba in Andalusien.

## Geographie
Die Gemeinde grenzt an Aguilar de la Frontera, Lucena und Monturque.

## Geschichte
Die Geschichte der Region reicht bis in die vorrömische Zeit zurück. Das heutige Dorf entstand im zweiten Teil des 18. Jahrhunderts aus dem Zusammenschluss mehrerer kleiner Weiler. Der Ortschaft hieß „Zapateros“ und war Teil der Gemeinde Aguilar de la Frontera. Im 1912 trennte es sich von Aguilar und wurde eine eigene Gemeinde unter dem Namen „Moriles“.

## Wirtschaft
Die Gemeinde ist Teil der Weinbauregion Montilla-Moriles.